# Jean Boutière
Jean Boutière, né le 1er novembre 1898 à Mallemort (Bouches-du-Rhône) et mort le 29 janvier 1967 à Paris, est un philologue et romaniste français spécialiste de l'occitan.
Il est le fondateur et directeur de l'Institut de langue et littérature d'Oc de l'université de la Sorbonne (aujourd’hui Centre d'enseignement et de recherche d'oc, CEROC), éditeur de poésies et de vidas de troubadours et auteur d'une édition critique bilingue provençal-français des Isclo d'Or de Frédéric Mistral.

## Prix et distinctions
- Prix de gratitude mistralienne 1972 (à titre posthume)
- Croix du Mérite d'argent avec glaives (Pologne)
- Chevalier de la Légion d'honneur (1956)